# أنتوان راسيل
أنتوان راسيل (بالإنجليزية: Antwan Russell)‏ هو لاعب كرة قدم بريطاني، ولد في 6 نوفمبر 1986 في برمودا في المملكة المتحدة. شارك مع منتخب برمودا لكرة القدم. أما مع النوادي، فقد لعب مع Ilkeston F.C. ‏.

## وصلات خارجية
- أنتوان راسيل على موقع قاعدة بيانات كرة القدم.إي يو (الإنجليزية)
- أنتوان راسيل على موقع ناشيونال فوتبول تيمز (الإنجليزية)
- أنتوان راسيل على موقع Soccerway.com (الإنجليزية)